# Шуберт-Яновская, Александра Ивановна
Алекса́ндра Ива́новна Шу́берт-Яно́вская (урождённая Кулико́ва, по первому мужу — Шуберт, после второго брака Шуберт-Яно́вская; 14 [26] марта 1827 — 11 [24] января 1909) — русская актриса.

## Биография
Родилась 14 марта (26 марта по новому стилю) 1827 года в семье бывшего крепостного, ставшего дворецким и управляющим имениями.
Родная сестра актёра и писателя  Н. И. Куликова и актрисы П. И. Орловой. 
Впервые вышла на сцену в пять лет. Два года училась в театральном училище в Санкт-Петербурге. С детства дружила с семьёй М. С. Щепкина, была его ученицей.
В 1842 году дебютировала в Александринском театре (Фанни — «Камилла, или Брат и сестра» Э. Скриба). В феврале 1843 года зачислена в труппу Александринского театра (повторный дебют в комедии Э. Скриба и Ф.-О. Варнера «Вечная любовь»).
С 1844 года — в труппе Малого театра. В 1847—1853 годах вместе со своим первым мужем артистом М. А. Шубертом выступала на сцене Одесского театра. Пользовалась большим успехом в ролях амплуа инженю. После 1853 года Шуберт вернулась в Александринский театр.
В 1860—1868 годах — в Малом театре; затем играла в Вильно, Саратове, в труппе П. М. Медведева в Казани, Орле, Тамбове.
Последний раз вышла на сцену в 1882 году в бенефис П. А. Стрепетовой на сцене Пушкинского театра Бренко в Москве.
По отзывам современников манера её игры отличалась простотой и естественностью.
Шуберт дружила с А. Ф. Писемским, переписывалась с И. А. Гончаровым и Ф. М. Достоевским.
Умерла в Крыму 11 января (24 января по новому стилю) 1909 года. Похоронена на Пятницком кладбище .

## Память
По совету Е. И. Якушкина написала воспоминания (остались неоконченными).

## Роли А. И. Шуберт
- «Параша-Сибирячка» Н. А. Полевого — Параша
- «Горе от ума» А. С. Грибоедова — Лиза
- «Бедность не порок» А. Н. Островского — Любовь Гордеевна
- «Бедная невеста» А. Н. Островского — Мария Андреевна
- «Виндзорские проказницы» Шекспира — Квикли
- «Ревизор» Н. В. Гоголя — Марья Антоновна
- «Лев Гурыч Синичкин» Д. Т. Ленского — Лиза
- «Госпожа-служанка» Бурдина — Флоретта
- Юлинька («Жених из ножевой линии» Красовского)
- Мирандолина («Мирандолина, или Седина в бороду, а бес в ребро» — переработка Блума комедии «Хозяйка гостиницы» Гольдони)
- Василиса Перегриновна («Воспитанница» Островского)
- Серафима («Виноватая» А. А. Потехина)